# 贝尔沃泽
贝尔沃泽（法語：Belvezet，法語發音：[bɛlvəzɛ]）是法国洛泽尔省的一个旧市镇，属于芒德区。

## 地理
贝尔沃泽（44°33'49"N, 3°44'43"E）面积12.39 平方千米，位于法国奧克西塔尼大區洛泽尔省，该省份为法国南部内陆省份，北起上盧瓦爾省和康塔爾省，西接阿韦龙省，南至加尔省，东临阿尔代什省。
与贝尔沃泽接壤的市镇（或旧市镇、城区）包括：蒙贝勒、圣弗雷扎勒-达尔比日、沙斯拉代斯、勒布莱马尔、圣于连迪图尔内勒、阿朗。

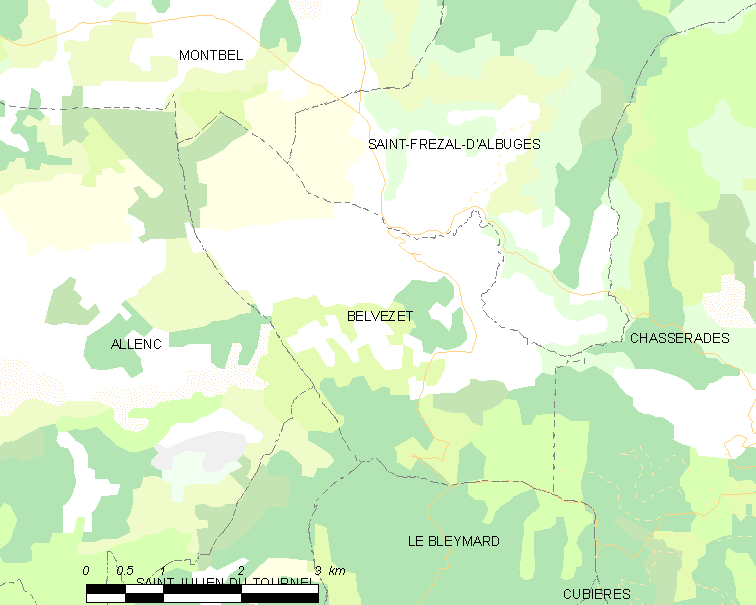
贝尔沃泽的OSM定位图

贝尔沃泽的时区为UTC+01:00、UTC+02:00（夏令时）。

## 行政
贝尔沃泽的邮政编码为48170，INSEE市镇编码为48023。

## 政治
贝尔沃泽所属的省级选区为格朗里约县。

## 人口

1962-2008年间贝尔沃泽人口变化图示

贝尔沃泽于2018年1月1日时的人口数量为81人。